# Janet Gyatso
Janet Gyatso, geboren Janet Frank (1949) is een Amerikaans tibetoloog en boeddholoog. Ze is voorzitter van de International Association of Tibetan Studies.
Gyatso studeerde aan de Universiteit van Californië, Berkeley, waar ze haar Ph.D. behaalde in 1981. Ze is gespecialiseerd in boeddhistische studies, met nadruk op de Tibetaanse en Zuid-Aziatische religieuze cultuur. Ze schreef boeken over de Tibetaanse geneeskunde in relatie tot de moderne geneeskunde, het Tibetaans boeddhisme en de opvattingen over seks en geslacht in het boeddhistische kloosterleven.
Janet Gyatso gaf les aan het Amherst College, de Universiteit van Michigan en Wesleyan-university, voordat ze haar professoraat aan de Divinity School van de Harvard-universiteit accepteerde.